# Гемечешть
Гемечешть, Гемечешті (рум. Gămăcești) — село у повіті Арджеш в Румунії. Входить до складу комуни Беревоєшть.
Село розташоване на відстані 129 км на північний захід від Бухареста, 43 км на північ від Пітешть, 135 км на північний схід від Крайови, 69 км на південний захід від Брашова.

## Населення
За даними перепису населення 2002 року у селі проживала 991 особа, з них 987 осіб (99,6%) румунів. Усі жителі села рідною мовою назвали румунську.